# Frankenstein-komplexus
A Frankenstein-komplexus, egy Isaac Asimov által leírt fogalom, amely a történeteiben az emberek abbéli félelmét jelöli, hogy saját teremtményeik, a humanoid robotok föléjük kerekedhetnek.

## Eredete
Mary Shelley Frankenstein című könyve 1818-ban jelent meg. A könyv tanulsága, hogy ha az ember felelőtlenül jár el a tudomány által kapott hatalmával, az ellene fordulhat. A könyvben a főszereplő (Victor Frankenstein) halottak testrészeiből létrehoz egy lényt, amely a mű végén végez saját megalkotójával.
Asimov Robot című sorozatában a Frankenstein-komplexus meghatározó motívum, ami szinte az összes műben ilyen-olyan módon felbukkan, s csupán a robotok eltűnése után csillapodik.

## Háttere
A Frankenstein-komplexus szó jól leírja azt a jelenséget, amely az ipari forradalom kezdetén zajlott, amikor is a „géprombolók” a gyárakban összezúzták az új munkagépeket, attól félve, hogy e gépek azért vannak ott, hogy átvegyék a szerepüket, s így ők munkanélkülivé válnak. 
Asimov műveiben a jelenség a következőképp nyilvánul meg: Az Amerikai Robot és Gépember Rt. már a kezdetektől igyekszik humanoid robotokat gyártani, és olyan szinten hasonlatossá tenni őket az emberekhez, amennyire ez lehetséges. Ennek egyik motivációja, illetve feltételezése, hogy az emberi kinézet miatt az emberek majd könnyebben elfogadják a robotokat. Az emberek azonban pont ellenkezőleg, ellenségesen fogadják az ember-szerű lények beépülését a társadalomba, s bár tisztában vannak vele, hogy a robotika három törvénye teljes mértékben megvédi őket, félelmük és gyanakvásuk megmarad. Az ember alapvetően emberinek értelmezi azt, ami emberinek tűnik. Az arcokat igyekszik felismerni mindenféle alakzatban, például felhőkben, ételekben, fákban stb. Amit pedig emberinek értelmez, azt gondolkodó, és szabad akarattal rendelkező embernek gondolja, pláne, ha ez a valami jár és beszél is.
Ilyenkor az emberben két probléma merül fel:   
1. Mikor fog ez – a szerinte – érző, gondolkodó lény, aki ráadásul fizikailag és szellemileg is erősebb nála, ellene fordulni? Persze a három törvény védelmet nyújt, azonban ki tudja, mikor csúszik be valami hiba? Asimov legtöbb robottörténete meghibásodott robotokról szól, amely hiba esetleg abban nyilvánul meg, hogy az említett robot túlságosan érző, értelmes lesz (A két évszázados ember, Robotálmok).
2. Van-e joga az embernek „életet” teremteni? Hiszen mik ezek a két lábon járó, beszélő, valamilyen szinten gondolkodó dolgok, ha nem élőlények? Az emberiség mindig is irtózott a gondolattól, hogy önmaga mintegy Istent játszva életet teremtsen, s a legtöbb műben az ilyenkor létrehozott teremtmény ocsmány, gonosz, gyilkos szándékú. A robotok azonban semmilyen szinten nem emberek, s ami azt illeti, a szó szoros értelmében nem is életformák, hanem mechanikus szerkezetek és gépi intelligenciák, amelyek Asimov műveinek végére igencsak magas szintet érnek el, viszont ezt az emberiség érdekében hasznosítják.